# Municipio de Richland (condado de Venango)
El municipio de Richland (en inglés: Richland Township) es un municipio ubicado en el condado de Venango en el estado estadounidense de Pensilvania. En el año 2000 tenía una población de 744 habitantes y una densidad poblacional de 13 personas por km².

## Geografía
El municipio de Richland se encuentra ubicado en las coordenadas 41°15′48″N 79°39′23″O / 41.26333, -79.65639.

## Demografía
Según la Oficina del Censo en 2000 los ingresos medios por hogar en la localidad eran de $33,661 y los ingresos medios por familia eran $39,688. Los hombres tenían unos ingresos medios de $27,500 frente a los $20,972 para las mujeres. La renta per cápita para la localidad era de $16,940. Alrededor del 11,9% de la población estaban por debajo del umbral de pobreza.